# M'Kraan Crystal
M'Kraan trong truyện tranh Marvel là một khối pha lê khổng lồ đóng vai trò trung tâm của mọi thực thể. Bên trong khối pha lê là một thành phố dài vô tận và quả cầu chứa một thiên hà neutron (neutron galaxy). Khối pha lê này đóng vai trò chính trong nhiều sự kiện, bao gồm Dark Phoenix Saga (Truyền thuyết Phượng Hoàng tối) và Age of Apocalypse (Thời đại Apocalypse). Các tình tiết nói rằng Phoenix Force là vệ sĩ của khối pha lê.

## Khả năng
Là trung tâm của mọi thực thể, nên khối pha lê cho phép du hành giữa các vũ trụ. Nhưng việc mở nó ra có thể làm ngân hà neutron bên trong hút lấy toàn bộ vật chất bên ngoài, và gây ra một phản ứng dây chuyền đa vũ trụ (multiverse), hủy diệt sự tồn tại của mọi vũ trụ. Chỉ có thể tiếp cận thành phố bên trong hàng triệu năm một lần: khi các dãy thiên hà xác định xếp thẳng hàng, khối pha lê M'Kraan sẽ mở ra một lối đi trong một thời gian ngắn. Nó cũng là nơi tọa lạc của White Hot Room, nơi Phoenix Force đặt những sinh vật bên trong để chữa thương và hồi sinh.

## Lịch sử
Khối pha lê M'Kraan xuất hiện lần đầu trong Uncanny X-Men tập 107. Được đặt trên một hành tinh ít ai biết đến, gọi là "The World", khối pha lê được thờ phụng bởi chủng tộc ngoài hành tinh Shi'ar, một biểu tượng đức tin của họ. Tên hoàng đế điên loạn của Shi'ar, D'Ken, muốn sử dụng năng lượng huyền thoại của nó phục vụ cho mình. Em gái của D'Ken, công chúa Lilandra, đã liên minh với nhóm X-Men để ngăn chặn bàn tay của hắn khi biết rằng khối pha lê còn có cái tên "Kết liễu mọi thứ" (The End of All That Is). Phoenix Force, lúc này vẫn còn yếu và chưa thích nghi với vật chủ mới là Jean Grey, bay đến khối pha lê để ngăn D'Ken, nhưng bị hút vào trong cùng với các thành viên khác. Bên trong là một thành phố dài vô tận, ở trung tâm là trái tim của khối pha lê: quả cầu chứa một ngân hà neutron. Các Dị nhân, và kể cả D'Ken, hầu như tê liệt trước luồng sáng toả ra từ khối cầu, nó làm cho từng người trải qua những cơn ác mộng khủng khiếp nhất. Chỉ có Phoenix là không bị tác động. Bằng mối liên thông với khối pha lê, Phoenix khám phá ra một trường năng lượng có hình dáng một tấm lưới, hoạt động như một lá chắn sống - khi ngân hà neutron bị phá hoại, nó gây ra một lực hút mãnh liệt làm cho mọi vật thể bị kéo vào trong. Phoenix cố dùng năng lượng của mình để sửa chữa tấm lưới chắn, nhưng cô ta không đủ mạnh, vì vậy cô đã liên lạc với các đồng đội để yêu cầu trợ giúp. Năng lượng kết hợp của họ đã giúp cho Phoenix sửa chữa được khối pha lê và tránh cho vũ trụ khỏi bị hủy diệt hoàn toàn.
Trong Age of Apocalypse, người ta biết rằng một mảnh vỡ của khối pha lê cũng có đủ năng lượng như toàn bộ khối pha lê. Apocalypse lập một kế hoạch dùng Cyclops để chinh phục các vũ trụ khác, nhưng Bishop đã dùng khối pha lê để đi ngược lại thời gian và khôi phục các không gian như cũ. Một mảnh vỡ của M'Kraan đã di chuyển X-Man và Holocaust từ vũ trụ của Thời đại Apocalypse (Earth-295) về vũ trụ hiện tại (Earth-616), trong khi Sugar Man và Dark Beast thì làm một chuyến hành trình ngược lại. Holocaust hấp thu năng lượng từ mảnh vỡ pha lê một lúc trước khi bị X-Man lấy ra.
Tại Trái Đất của Age of Apocalypse, Dark Beast khám phá ra phương pháp di chuyển đến một Trái Đất song song thông qua khối pha lê. Và nhóm du hành vượt không gian Exiles (reality-hopping Exiles) đã dùng nó tính toán ra cách sử dụng năng lượng của khối pha lê để chuyển đến một không gian bất kỳ. Mục đích của họ là tiếp cận Panoptichron, một nơi nằm ngoài không gian và thời gian.

## Người bảo vệ
Khối pha lê M'Kraan được bảo vệ bởi Jahf, một người máy mạnh mẽ và bền bỉ vô cùng. Nếu Jahf bị đánh bại thì người máy khổng lồ Modt sẽ thay chỗ. Modt vững chắc và mạnh mẽ hơn Jahf cả ngàn lần. Modt quả quyết rằng nếu mình có bị đánh bại thì những người bảo vệ mạnh hơn cũng sẽ xuất hiện, một số lượng vô tận những người bảo vệ càng lúc càng mạnh luôn đứng phía sau Modt. Cho đến giờ chưa ai có thể đánh bại Modt. Những Vệ sĩ này dường như có mặt đồng thời trong mọi thực tại, chẳng hạn Jahf trong Age of Apocalypse biết được sự kiện diễn ra trong Earth-616.
Một khi tránh được những Vệ sĩ này, vẫn còn một tầng bảo vệ thứ hai: bất cứ ai lọt vào trong khối pha lê sẽ phải sống trong những nỗi sợ hãi khủng khiếp nhất.
Phoenix Force là thực thể bảo vệ khối pha lê khỏi sự lạm dụng. White Hot Room, tổ của những hiện thân và vật chủ của Phoenix Force, tọa lạc ở thành phố nằm trong khối pha lê.